# Nicholas Kearns
Nicholas Kearns (* 12. Dezember 1946 in Dublin, Irland) ist ein früherer irischer Richter und vormaliger Rechtsanwalt. Er war Richter und Präsident des High Courts und damit ex officio Richter am Supreme Court der Republik Irland.

## Leben
Kearns studierte am University College Dublin. Nach dem rechtswissenschaftlichen Studium absolvierte er die Ausbildung am King’s Inns, nach der er 1968 zur Rechtsanwaltschaft (als Barrister) zugelassen wurde. 1980 erfolgte die Zulassung als Rechtsanwalt in England und Wales. Ab 1982 war er Senior Counsel.
1998 wurde Kearns Richter am High Court, Von 2000 bis 2009 war er ad hoc-Richter am Europäischen Gerichtshof für Menschenrechte. 2004 wurde er zum Richter am Supreme Court ernannt. Zum 28. Oktober 2008 wurde er Präsident des High Courts und dadurch auch ex officio Mitglied des Supreme Courts. 2015 zog er sich ins Privatleben zurück.
Kearns ist mit Eleanor verheiratet, mit der er vier Söhne hat.